# スクルド

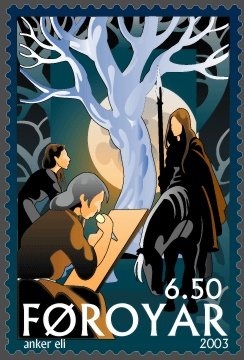
フェロー諸島で2003年に発行された郵便切手に描かれた、武装した姿のスクルドと、板に文字を刻む2人のノルニル。アンカー・エリ・ペーターセン(en)による。

スクルド（古ノルド語: Skuld、またはSculd）は、北欧神話に登場する運命の女神、ノルンたち（ノルニル）の一柱で、三姉妹の三女。その名前は「税」「債務」「義務」または「未来」を意味する。

## 概説
『古エッダ』の『巫女の予言』によれば、三姉妹はユグドラシルの根元の海から現れたという。
一般的にスクルドは未来を司ると解釈される。
スクルドという名はワルキューレの一柱にもみられる。『巫女の予言』では、ヘリアン（「軍勢の父」の意）すなわちオーディンの娘であるワルキューレ達が、楯を持ったスクルドを先頭にして天を飛んでいく様子が描写される。また、『スノッリのエッダ』第一部『ギュルヴィたぶらかし』第36章では、運命の女神で一番年下のスクルドが、ワルキューレのグズ(en)、ロタと共に戦場に現れては戦いの決着に関与し、戦死者を選び取っているとされている。ただし、ノルンとしてのスクルドとワルキューレとしてのスクルドが同一神格であるかについては議論が分かれている。シーグルズル・ノルダルは、ワルキューレとしてのスクルドがより古くから知られていたと考えている。